# Vaudeville
Vaudeville – miejscowość i gmina we Francji, w regionie Grand Est, w departamencie Meurthe i Mozela.
Według danych na rok 1990 gminę zamieszkiwało 151 osób, a gęstość zaludnienia wynosiła 17 osób/km² (wśród 2335 gmin Lotaryngii Vaudeville plasuje się na 894. miejscu pod względem liczby ludności, natomiast pod względem powierzchni na miejscu 675.).
W mieście tym znajduje się znany z czasów Juliusza Verne, Teatr Vaudeville